# PSR B1620-26 b
PSR B1620-26 b는 전갈자리 방향으로 지구에서 약 12,400광년 떨어진 곳에 있는 외계 행성이다. 비공식적 명칭으로 므두셀라로 불리며, 몇몇 저명성 있는 출처에는 PSR B1620-26 c로 표기되어 있기도 하다. b는 펄사와 백색 왜성으로 이루어진 쌍성계 주위를 공전하고 있다. b는 지금까지 발견된 외계 행성들 중 가장 나이가 많은 것으로 추측되며, 구체적 수령은 약 127억 살 정도로 보인다.

## 이름
SIMBAD에서 PSR B1620-26 b라는 명칭을 사용했으나, 정작 SIMBAD가 해당 명칭을 등록하기 전 같은 이름을 사용한 과학 논문은 없었다. 몇몇 유명한 출처에서는 PSR B1620-26 c라는 이름을 쓰는 경우도 있었는데, 아마도 이 행성의 어머니 항성 둘에 이미 A와 B라는 대문자 기호가 붙어 있기 때문에 자식 행성에는 B 다음인 c를 써야 한다는 논리를 내세운 결과로 보인다. 이후 2008년 PSR B1620-26 b과 비슷하게 쌍성 주변을 도는 외계 행성으로 처녀자리 HW가 발견되었는데, 처녀자리 HW의 발견 사실을 보고한 논문에는 행성에 기호를 붙이지 않았다. 따라서 근접 쌍성을 도는 외계 행성에 b 또는 c 중 어느 것을 붙여야 하는가에 대한 논란은 현재진행형이다.
공식적으로 인정되지는 않았지만 이 행성은 종종 므두셀라로 불려 왔다. 므두셀라는 성서 창세기에 등장하는, 인류 역사상 가장 오래 산 사람이다. 따라서 PSR B1620-26 b는 태양계 밖의 외계 행성들 중 신화적 존재의 이름이 붙은 세 천체 중 하나인 셈이다. 그러나 벨레로폰이나 오시리스처럼 자주 언급되지는 않는다.

## 발견

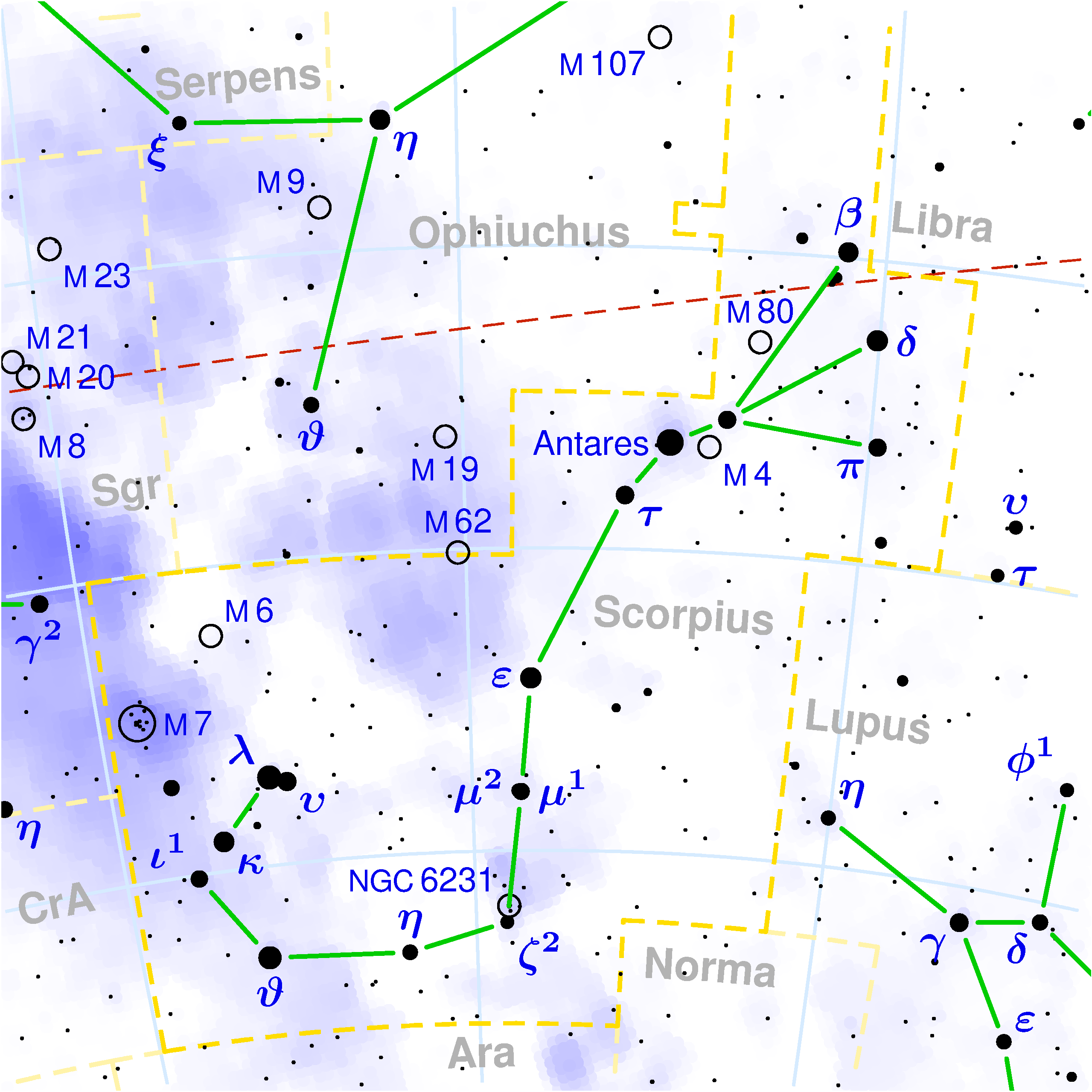
PSR B1620-26 항성계는 구상 성단 메시에 4 내에 자리잡고 있다.

대다수의 다른 외계 행성들과 마찬가지로 PSR B1620-26 b 역시 행성의 질량이 어머니 항성을 흔드는 현상을 통해 발견되었다(PSR B1620-26 b의 경우는 펄사의 주기에 미묘한 변화가 있는 것을 이용했다). 1990년대 초 도널드 백커 연구진은 쌍성 PSR B1620-26의 도플러 효과를 분석한 결과 세 번째 천체가 있어야 한다고 결론내렸다. 몇 년 후, 펄사와 백색 왜성의 궤도에 미지의 천체가 미치는 중력을 관측한 결과 제3의 천체 질량은 항성이 아니라 그보다 훨씬 작은 천체라는 결과를 얻었다. 1993년 스테판 토르셋 연구진은 이 제3의 천체가 행성이라고 발표했다.
행성의 궤도를 연구한 결과 백색 왜성의 질량을 알 수 있게 되었고, 행성 생성 이론에 입각하여 백색 왜성은 매우 뜨겁고 상대적으로 젊은 존재라는 가설을 내렸다. 이후 2003년 7월 10일 천문학자 스타인 시거슨이 이끄는 천체연구팀이 허블 우주 망원경을 이용하여 이 백색 왜성을 관측, 색지수를 얻었고 표면 온도를 구했다. NASA는 공식 발표에서 이 행성을 므두셀라로 불렀으며 므두셀라의 발견 소식은 전 세계의 관심을 집중시켰다.

## 물리적 특징

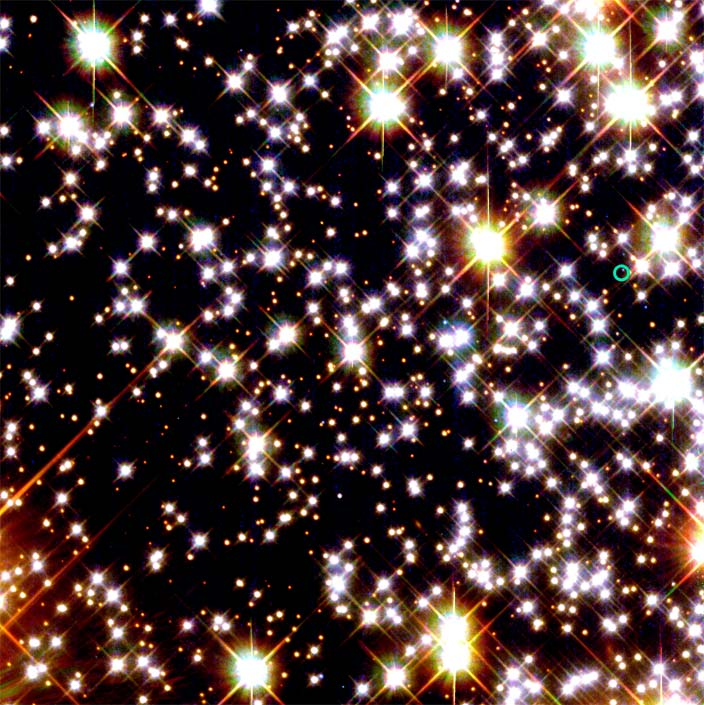
PSR B1620-26 항성계의 위치(초록색 원)

PSR B1620-26 b는 항성 둘로 이루어진 쌍성을 돌고 있다. 하나는 펄사로 1초에 100번 회전하는 중성자별이다. 나머지 하나는 백색 왜성으로 태양 질량의 34퍼센트 정도의 천체이다. 이 둘은 약 6개월 주기로 서로의 질량 중심을 1 천문단위 정도 떨어져서 공전하고 있다. PSR B1620-26 b는 이 둘을 도는 외계 행성으로, 처음 발견되었기 때문에 b라는 기호를 얻었다. 행성의 질량은 목성질량의 2.5배 정도이며 쌍성에서 23 천문단위(34억 킬로미터) 떨어져 있다. 이는 태양에서 해왕성까지의 거리보다 좀 더 먼 정도이다. PSR B1620-26 b는 쌍성을 약 100년 주기로 1회 공전한다.
PSR B1620-26 항성계는 구상 성단 메시에 4 중심부에서 약간 바깥쪽에 자리잡고 있다. 성단의 나이는 127억 살 정도인데, 성단 내 별들이 동시에 생겨났음을 고려하면 PSR B1620-26 b 역시 127억 살 정도일 것이다. 이는 지금까지 발견된 외계 행성들 중 가장 오래된 사례이며, 지구 나이의 거의 세 배에 이른다.

### 진화 과정
이 펄사 행성이 어떻게 생겨났는지에 대해서는 확실하지 않지만 현재의 위치에서 생겨나지 않았을 가능성이 크다. 질량이 큰 별이 진화하여 중심핵이 붕괴하여 초신성 폭발로 갖고 있던 질량 대부분을 날려 버리고 중성자별로 진화할 경우, 그 주변을 돌던 행성은 궤도를 정상적으로 유지할 수 없게 된다. 따라서 b는 지금은 백색 왜성이 된, 태양과 비슷한 항성 주위에서 생겨났을 것이다. 이후 백색 왜성과 행성으로 구성된 행성계는 우주 공간을 이동하던 중 중성자별의 중력에 붙잡혀 지금의 모습을 갖추게 되었을 것이다.

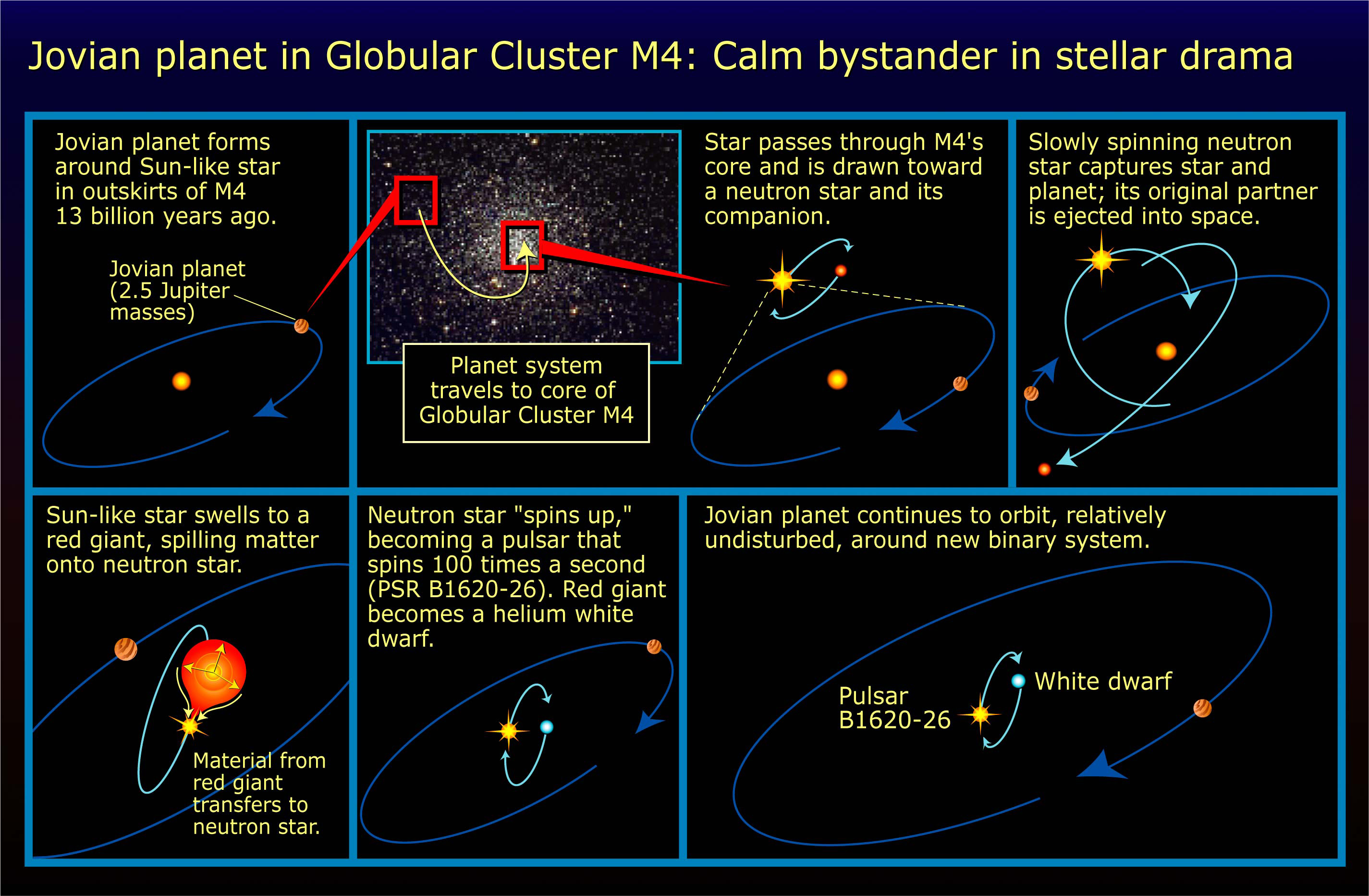
PSR B1620-26 항성계의 진화 과정을 보여주는 그림.

항성끼리 가까이 접근하는 일은 우리 태양이 있는 은하 변두리에서는 자주 발생하지 않지만(항성과 항성 사이는 엄청나게 멀기 때문이다), 별들이 빽빽하게 뭉쳐 있는 구상 성단에서는 자주 일어난다. 지금으로부터 100억 년 ~ 10억 년 중 어느 한 시점에 중성자별 근처로 b와 그 어머니 항성이 접근하였고, 두 천체의 중력적 상호 작용으로 중성자별이 원래 거느리고 있던 동반 천체는 튕겨져 날아갔고 b의 어머니 항성과 중성자별은 서로를 돌기 시작하게 되었다. 서로 합쳐진 지 약 10억 년 후 b의 어머니 항성은 적색 거성으로 진화하여 부풀어 오르게 되었다.
평범한 젊은 펄사들의 자전 속도는 그리 빠르지 않으며 시간이 지나면서 점차 증가한다. 반면 엄청나게 빨리 도는 소위 밀리초 펄사는 쌍성계에서 동반 천체로부터 물질을 공급받은 결과물이다. PSR B1620-26의 자전 주기는 수 밀리초로 여기서 PSR B1620-26은 동반성의 질량을 공급받았음을 알 수 있다. 포획된 항성이 적색 거성으로 진화하면서 로시엽 바깥까지 팽창했으며, 한계를 넘어가자 바깥쪽의 물질들은 중성자별로 이동하기 시작했다.
물질들이 중성자별 표면으로 떨어지면서 복잡하면서도 다채로운 효과를 발생시켰다. 물질들은 각운동량의 이동을 통해 중성자별의 회전 속도를 더욱 빠르게 했다. 낙하 물질들이 엑스선을 뿜을 정도로 중성자별을 달구면서, 수백만 년에 걸쳐 두 별은 저질량 엑스선 쌍성계를 구성하게 된다. 이후 적색 거성의 물질이 모두 중성자별로 떨어지게 되었고, 물질을 빼앗긴 별은 수축하여 백색 왜성이 되었다.
현 시점에서 백색 왜성과 중성자별은 안정적으로 서로를 돌고 있다. 그러나 PSR B1620-26 b의 운명은 장기적으로 볼 때 그리 밝지 않다. 구상 성단 메시에 4 내의 다른 별들과 비교할 때 PSR B1620-26 항성계의 질량은 큰 편에 속하기 때문에 이들은 성단 중심을 향하여 서서히 이동하고 있다. 구상 성단의 중심부는 항성의 밀도가 매우 높고, 10억 년 이내로 항성계는 다른 별 바로 옆을 스쳐 지나갈 것이다. 이 경우 질량이 큰 펄사와 백색 왜성과는 달리 상대적으로 가벼운 PSR B1620-26 b는 항성계에서 내쳐질 것이다. 속박에서 벗어난 b는 성간 공간을 영원에 가까운 시간에 걸쳐 방황하는 떠돌이 행성이 될 것이다.

## 같이 보기
- 펄사 행성
- 페가수스자리 51 b
- PSR 1257+12